# Xanthophyllum ferrugineum
Xanthophyllum ferrugineum är en jungfrulinsväxtart som beskrevs av V. d. Meijden. Xanthophyllum ferrugineum ingår i släktet Xanthophyllum och familjen jungfrulinsväxter. Inga underarter finns listade i Catalogue of Life.